# Port en eau profonde de Bakassi
Le Port en eau profonde de Bakassi est un complexe situé à la frontière du Cameroun et du Nigéria à Bakassi. Il borde le golfe de Guinée et l'Océan Atlantique.

## Situation
Le port en eau profonde de Bakassi se trouve à proximité des principaux sites d’extraction minière du Cameroun. 
Il permet de désengorger le port de Douala et de Lagos.